# Nemzetközi Szabványos Bibliográfiai Leírási Szabályzat
A Nemzetközi Szabványos Bibliográfiai Leírási Szabályzatot (International Standard Bibliographic Description – ISBD) 1969-ben indította az IFLA Katalogizálási Bizottsága. Olyan nemzetközileg érvényes szabályok kidolgozását kezdeményezte, amelyek célja, hogy segítsék a bibliográfiai leírások tartalmának és formájának nemzetközi felhasználását és az adatok cseréjét.

## Az ISBD-program története
1967-ben az IFLA és az UNESCO felkérte Michael Gormant egy új típusú, korszerű nemzetközi szabályzatnak az elkészítésére. Az ISBD alapja Gorman elemzése lett, amelyben 7 nemzeti bibliográfiát (köztük a magyart is) vizsgált. 1969-ben elkészült a könyvek bibliográfiai leírásának tervezete.
Az első ISBD a Monographic Publications (ISBD/M), a  Könyvek Nemzetközi Szabványos Bibliográfiai Leírása, melynek első
szabványos kiadása 1974-ben volt.
Az ISBD/M első átdolgozott kiadása 1979-ben jelent meg.
1977-ben az ISBD/G, az ISBD/NBM, az ISBD/S és az ISBD/CM került kiadásra.
Az ISBD/PM és az ISBD/A 1980-ban jelentek meg.
1988-ban az ISBD/CP került kiadásra. a következő állomás 1990 amikor megjelent az ISBD/CF és 1997-ben az ISBD/ER.

## Típusai
- ISBD/M (Monographic Publications) - a könyvek nemzetközi szabványos bibliográfiai leírása
- ISBD/G (General) - a nemzetközi szabványos bibliográfiai leírás általános szabályai (valamennyi dokumentumtípus leírására alkalmas általános szabályok)
- ISBD/CM (Cartographic Materials) - a kartográfiai anyagok nemzetközi szabványos bibliográfiai leírása
- ISBD/NBM (Non-Book Materials) - a nem könyv anyagok nemzetközi szabványos bibliográfiai leírása
- ISBD/S (Serials) - az időszaki kiadványok nemzetközi szabványos bibliográfiai leírása
- ISBD/PM (Printed Music) - nyomtatott kották nemzetközi szabványos bibliográfiai leírása
- ISBD/A (Antiquarian) - régi könyvek nemzetközi szabványos bibliográfiai leírása
- ISBD/CP (Component Parts) - részdokumentumok nemzetközi szabványos bibliográfiai leírása
- ISBD/CF (Computer Files) - a számítógépfájlok nemzetközi szabványos bibliográfiai leírása

- ISBD/ER (Electronic Resources) - elektronikus dokumentumok nemzetközi szabványos bibliográfiai leírása

## Legfontosabb eredményei
- Minden nemzeti bibliográfiában, illetve a központi katalogizáló rendszerekben ISBD alapú katalogizálási szabályok érvényesülnek
- Az ISBD mindenfajta könyvtári anyag feldolgozására alkalmas
- Az ISBD elemeinek szisztematikus ábrázolása, a katalógus-, illetve bibliográfiai információ médiumtól és nyelvtől független megközelítése révén sajátos kölcsönös kapcsolatban van a géppel olvasható kommunikációs formátumokkal
- Az ISBD-program legfontosabb érdeme nemzetközisége, amely nemcsak a szabályzatok használatában, hanem kidolgozásuk minden fázisában is érvényesült

## A nemzetközi bibliográfiai rekord adatkövetelményei
A nemzetközi bibliográfiai szolgáltatásokról 1998-ban rendezett koppenhágai konferencia során kötelezővé tették az „alapszintű tétel ” adatelemeinek felvételét. Az egyszerű nemzeti bibliográfiai rekord adatkövetelményei a következőek:
1. Leíró elemek
  - A cím és a szerzőségi közlés adatcsoportja: 
    - főcím: beleértve a rész megnevezését is
    - párhuzamos cím, ha a nemzeti bibliográfiai ügynökség fontosnak ítéli a használók számára
    - szerzőségi közlések:, amelyek azonosítják az egyéneket és/vagy csoportokat, akik a tartalomért elsődlegesen felelősek

  - Kiadás csoportja:
    - kiadási adat
    - további kiadási adat

  - Műfaji (vagy a kiadvány típusának megfelelő) sajátosságok adatcsoportja: 
    - számozás: időszaki kiadványoknál
    - matematikai adatok - koordináták: kartográfiai anyagoknál
    - matematikai adatok - méretarány: kartográfiai ábrázolás
    - zenei előadásra vonatkozó közlés: kotta típusa

  - Megjelenés, terjesztés,, stb. adatcsoportja:
    - megjelenés, terjesztés helye
    - kiadó, terjesztő neve
    - megjelenés, terjesztés időpontja

  - Fizikai jellemzők adatcsoportja:
    - az információhordozó sajátos megnevezése
    - terjedelem: oldalszám, lejátszás időtartama, stb.
    - méret: csak akkor kötelező, ha a lejátszási eszközre nézve fontos adatnak számít

  - Sorozati adatcsoport:
    - sorozat főcíme
    - sorozat párhuzamos címe, ha a nemzeti bibliográfiai ügynökség fontosnak ítéli a használók számára
    - sorozat első szerzőségi adata, ha a sorozat címe nem elegendő a pontos azonosításra

  - Megjegyzések adatcsoportja:
    - kifejezési forma műfajáról: ha a rekord egyéb adataiból nem derül ki
    - kiadvány nyelvéről: ha a kifejezési forma nyelvi tartalma fontos
    - kifejezési forma megkülönböztető jellemzőiről
    - megjelenési gyakoriság: időszaki kiadványoknál
    - kifejezési forma zenei letétjéről
    - kiadásról és a bibliográfiai történetről: előzmény vagy folytatás
    - kiadásról és bibliográfiai történetről: melléklet vagy különszám
    - kiadásról és bibliográfiai történetről: kiegészítés
    - kiadásról és bibliográfiai történetről: átdolgozás
    - kiadásról és bibliográfiai történetről: fordítás
    - kiadásról és bibliográfiai történetről: forrásdokumentum
    - kiadásról és bibliográfiai történetről: zenei átirat
    - fizikai jellemzőkről: ha fontos a felhasználók számára
    - fizikai jellemzőkről: oldalszám vagy ívjelzés régi nyomtatványoknál
    - fizikai jellemzőkről: levélszámozás régi nyomtatványoknál
    - fizikai jellemzőkről: kicsinyítési arány mikroformáknál
    - fizikai jellemzőkről: megjelenési forma kivetíthető képeknél
    - működési jellemzőkről: elektronikus dokumentumoknál
    - beszerzési megkötöttségről és a hozzáférhetőségről: gyarapítás vagy hozzáférés forrása, ha nehezen beszerezhető
    - használat elérés és használat korlátozásáról
    - hozzáférés módjáról: elérés módja távoli hozzáférésű

  - Szabványos szám (vagy megfelelője) és a hozzáférési jellemző adatcsoport:
    - szabványos szám vagy annak megfelelője
2. Besorolási elemek:
  - Címek:
    - művek címei
    - kiegészítő adat az egységesített címhez: fordítás nyelve
    - kiegészítő adat az egységesített címhez: egyéb megkülönböztető jellemzők
    - kiegészítő adat az egységesített címhez: zenei letét, ha a zenemű címe csak a zenei forma megnevezését tartalmazza
    - kiegészítő adat az egységesített címhez: hangnem,  ha a zenemű címe csak a zenei forma megnevezését tartalmazza
    - kiegészítő adat az egységesített címhez: zenei átirat

  - Sorozatok:
    - sorozat neve

  - Tárgyszavak/osztályozási jelzetek:
    - művek fő témájára vonatkozó tárgyszavak és/vagy osztályozási jelzetek